# Cygames
Cygames (яп. 株式会社 Кабусики-гайся Сагэмузу) — японская корпорация, занимающаяся распространением видеоигр. Основана в 2011 году CyberAgent. Компания мобильной и электронной коммерции DeNA приобрела 24% акций студии в 2012 году. С момента основания компания выпускала мобильные игры, сначала на платформе Mobage, а с 2013 года — на Android и iOS.
Штаб-квартира компании расположена в городе Сибуя, Токио.

## История
Cygames, Inc. была основана в 2011 году японской компанией веб-сервисов CyberAgent. В 2012 году DeNA приобрела 24% акций Cygames. Вскоре после этого Gamasutra выбрала студию в качестве 10 лучших разработчиков игр года. В июне 2012 года Cygames основала CyDesignation, компанию, специализирующуюся на дизайне, иллюстрации, планировании и разработке игр. В марте 2016 года Cygames объявила о создании собственного подразделения по производству аниме в качестве дочерней компании, известной как CygamesPictures, для создания, производства и анимации как для собственных франшиз Cygames, так и для оригинальных аниме-проектов. В 2016 году Cygames объявила, что разрабатывает Project Awakening, первый широкоформатный продукт для консолей, а также основывает свою студию в Осаке, ориентированную на консольные игры.
В мае 2017 года Cygames и Kodansha объявили о создании партнерства для запуска нового лейбла Cycomi. Новый лейбл сделан для печатного выпуска танкобонов манги, распространяемых Kodansha, как уже опубликованной онлайн Cygames на своем собственном сайте, также называемой Cycomi, так и новой. В 2017 году Cygames основала свою киберспортивную команду Cygames Beast с игроками в Street Fighter Дайго Умэхара, Snake Eyez и PR Balrog. С июля 2017 года Cygames является официальным спонсором футбольного клуба «Ювентус». В апреле 2018 года было объявлено о партнерстве с Nintendo для разработки игры Dragalia Lost, с целью облегчения партнерства Nintendo получит примерно 5 процентов выпущенных акций Cygames.
В мае 2018 года Cygames объявила о создании дочерней компании по производству музыки и управлению артистами под названием Cymusic.
В апреле 2021 года компания основала дочернюю студию CySphere для создания трёхмерной компьютерной графики для игр и аниме.
В апреле 2023 года для продвижения своих игр за пределами Японии компания открыла зарубежные филиалы: Cygames America в Лос-Анджелесе (США) и Cygames Europe в Лондоне (Великобритания).

## Наиболее значимые игры
- Rage of Bahamut[англ.] (2011)
- Granblue Fantasy[англ.] (2014)
- Princess Connect! Re:Dive (2018)

## Примечание
1. ↑  Cygames – Press. Cygames. Дата обращения: 7 февраля 2019. Архивировано 7 февраля 2019 года.
2. ↑  DeNA to buy into Cygames - Mobile World Live (7 ноября 2012). Дата обращения: 7 февраля 2019. Архивировано 11 июля 2018 года.
3. ↑  staff, Gamasutra, GD mag. The top 10 game developers of 2012. Дата обращения: 7 февраля 2019. Архивировано 12 октября 2018 года.
4. ↑  株式会社CyDesignation. www.cydesignation.co.jp. Дата обращения: 7 февраля 2019. Архивировано 10 сентября 2015 года.
5. ↑  Cygames – Corporate. Дата обращения: 6 июля 2021. Архивировано 11 июля 2021 года.
6. ↑  Rage of Bahamut Developer Cygames Establishes Anime Company. Дата обращения: 7 февраля 2019. Архивировано 28 апреля 2021 года.
7. ↑  Company - CygamesPictures. cygamespictures.co.jp. Дата обращения: 7 февраля 2019. Архивировано 10 февраля 2021 года.
8. ↑  Cygames Makes Anime Background Studio Kusanagi Its Subsidiary. Дата обращения: 7 февраля 2019. Архивировано 13 мая 2019 года.
9. ↑  格闘ゲームプレイヤー・梅原大吾、 スネーク・アイズ、PRバルログとのスポンサー契約締結、 ならびに、「Cygames Beast」発足に関するお知らせ - 株式会社Cygames. Дата обращения: 7 февраля 2019. Архивировано 3 февраля 2019 года.
10. ↑  Cygames Jumps Into eSports By Signing Daigo Umehara, PR Balrog, And Snake Eyez (2 марта 2017). Дата обращения: 7 февраля 2019. Архивировано 10 октября 2018 года.
11. ↑  Data (PDF). www.nintendo.co.jp. Дата обращения: 7 февраля 2019. Архивировано 10 февраля 2019 года.
12. ↑  株式会社Cygames、音楽制作子会社を立ち上げ　株式会社Cymusic設立のお知らせ - 株式会社Cygames. Дата обращения: 7 февраля 2019. Архивировано 11 мая 2019 года.
13. ↑  Cygames Creates 3DCG Studio Subsidiary CySphere (англ.). Anime News Network. Дата обращения: 17 мая 2025.
14. ↑  Создатели Shadowverse открыли подразделения Cygames America и Europe. Игромания. Дата обращения: 17 мая 2025.